# 沈應經
沈應經（1471年—？），字德徵，浙江紹興府餘姚縣人，民籍，明朝政治人物。

## 生平
浙江鄉試第七十九名舉人。弘治十五年（1502年）中式壬戌科會試第二百五十四名，二甲第四十四名進士。

## 家族
曾祖沈思智；祖父沈仲謙；父沈昂，母姜氏。具庆下。